# Леночка и виноград
«Леночка и виноград» — звуковой советский художественный фильм по сценарию Евгения Шварца и Николая Олейникова режиссёра Антонины Кудрявцевой. Продолжение немого фильма «Разбудите Леночку».

## Сюжет
Группа пионеров проводит каникулы в виноградарском совхозе на юге. Ребята активно помогали в борьбе с вредителями — птицами и насекомыми, но самым страшным врагом «самого скороспелого в мире сорта винограда» был неуловимый вор… Леночка с помощью своих друзей выследила и поймала таинственного похитителя винограда, которым оказался местный повар, коварно маскировавшийся под совхозного кучера.

## В ролях
- Янина Жеймо — Леночка
- Борис Чирков — совхозный кучер
- Пётр Гофман — повар дядя Петя
- Инна Фёдорова
- Александр Курков — учитель Борис Борисович Рощин
- Женя Воробьёва
- Г. Баронов

## Съёмочная группа
- Авторы сценария: Евгений Шварц, Николай Олейников
- Режиссёр: Антонина Кудрявцева
- Оператор: Павел Посыпкин, Михаил Ротинов
- Художник: Евгения Словцова
- Композитор: Николай Стрельников, по другим данным — Давид Гейгнер[1]
- Звук: Иван Дмитриев, Евгений Нестеров

## Технические данные
- Чёрно-белый, звуковой

### DVD
- Звуковые дорожки: Dolby Digital 2.0
- Субтитры отсутствуют
- Региональный код: 0 (ALL)
- Изображение: 4:3
- Цвет: PAL
- Издатель: «Мастер Тэйп»